# 白带泡螺
白带泡螺（学名：Hydatina albocincta），又稱三带泡螺，为泡螺科泡螺属的动物。舊屬後鰓目或头楯目，今屬異鰓類支序的下異鰓類非正式群組。

## 型態特徵
本物種最明顯的特徵，就是其螺殼上的三道白色橫向帶紋，因而得名。

## 分佈
分布于印度洋及西太平洋的朝鲜、日本、菲律宾、新西兰、澳大利亚、马来西亚、印度尼西亚、台湾東港及中国大陆的福建等地，属于暖水性种。牠們主要栖息于潮间带低潮线以下浅水区的石头下、海藻间，還有浅海沙底、沿岸。